# Práxedis Guerrero
Práxedis Gilberto Guerrero Hurtado (28 août 1882 - 30 décembre 1910) était un poète, journaliste, militant anarchiste et combattant révolutionnaire mexicain membre du Parti libéral mexicain qui a servi comme chef insurgé pendant la révolution de 1910.

## Biographie

### Jeunesse et formation
Práxedis Guerrero était originaire de Los Altos de Ibarra près de León, Guanajuato, où ses parents possédaient une hacienda. Après avoir terminé ses études secondaires, il a commencé à travailler comme ouvrier. En 1899, il soumet ses premiers articles aux journaux El Heraldo Comercial et El Despertador. En 1901, Filomeno Mata le nomme correspondant pour le Diario del Hogar et, la même année, il s'engagea comme réserviste dans l'armée nationale, où il atteint le grade de sous-lieutenant de cavalerie.
En 1903, il commence à lire des journaux qui s'opposaient à la dictature du président Porfirio Díaz, notamment El Demófilo et El hijo del Ahuizote, il rencontre également plusieurs écrivains anarchistes . Lorsque le 2 avril de la même année, l'armée, sous les ordres du gouverneur Bernardo Reyes, ouvre le feu sur une manifestation libérale à Monterrey, Nuevo León, Práxedis démissionne de sa mission dans la réserve.

### Opposition en exil

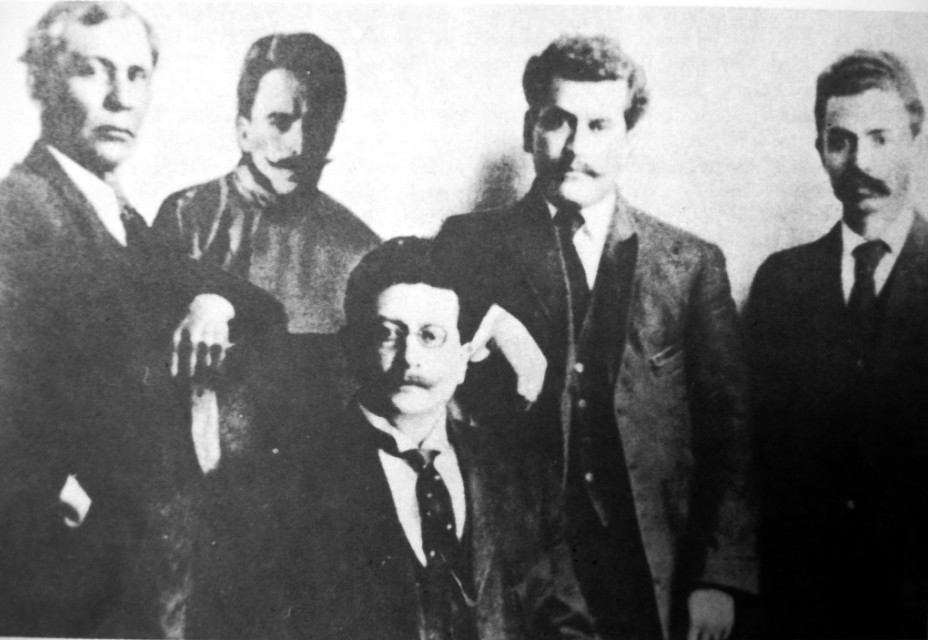
Junte organisatrice du PLM, 1910 (deuxième à gauche: Guerrero).

En 1904, il déménage aux États-Unis et commence à travailler comme ouvrier dans une mine de Denver, Colorado. En 1905, il s'installe à San Francisco en Californie, où il publie le journal Alba Roja ("Aube Rouge"). En mai 1906, Guerrero reçoit la visite de Manuel Sarabia, qui l'invite à participer à la Junte organisatrice du Parti libéral mexicain (JOPLM).
Après Alba Roja, Guerrero a travaillé pour d'autres journaux, notamment Revolución (1908), en 1909 il édite Punto Rojo ("Point rouge") à El Paso, au Texas, qui avait un tirage hebdomadaire de 10000 exemplaires, dans lequel il appelle à la grève générale ; il contribue également à Regeneración, publié par les frères Flores Magón. En tant que membre du Parti libéral mexicain (PLM), il était également homme d'action et a combattu lors des campagnes militaires insurrectionnelles du parti.
En septembre 1910, Regeneración publie le récit de trois épisodes révolutionnaires de 1908 écrit par Práxedis. Guerrero décrivait une tentative insurrectionnelle du PLM et les attaques menées contre les colonies de Las Vacas (aujourd'hui Ciudad Acuña, Coahuila ), Viesca, Coahuila et Puerto Palomas, Chihuahua, destinées à déclencher une révolution sociale à travers le Mexique. 

### Révolution et mort
La révolution mexicaine éclate finalement lorsque l'opposition libérale au régime de Díaz déclare la rébellion ouverte le 20 novembre 1910, sous le Plan de San Luis de Francisco I. Madero. Guerrero, qui avait été nommé chef des opérations de la Confédération des groupes de l'armée libéral (Confederación de Grupos del Ejército Liberal), les groupes armés du PLM au Mexique, décide de lever une force armée à El Paso, au Texas, et de la conduire à travers la frontière, malgré la désapprobation du comité d'organisation du PLM, qui voulait qu'il consacre ses efforts à l'écriture et au reportage.
Le 22 décembre, une trentaine de révolutionnaires dirigés par Guerrero entrent au Mexique par Ciudad Juárez, Chihuahua. Ils attaquent une hacienda, réquisitionnent un train et avancent vers le sud, détruisant les ponts ferroviaires au passage. À l'Estación Guzmán, Chihuahua, ils sont rejoints par une vingtaine d'insurgés supplémentaires; là, le 25 décembre, ils se séparent en deux groupes, le plus grand dirigé par Guerrero et l'autre par Prisciliano Silva.
Guerrero prend la ville de Corralitos le 27 décembre et, exige le lendemain la reddition de Casas Grandes, sans succès. Dans la nuit du 29 décembre, il mène ses forces dans une attaque contre Janos, la ville est aux mains des rebelles le lendemain matin.
Práxedis Guerrero est cependant tué le 30 décembre, à Janos. Les circonstances de sa mort ne sont pas claires et il existe au moins trois versions différentes de l'incident. Pour Ethel Duffy Turner, Práxedis a été abattu par l'un de ses hommes qui l'avait confondu avec un espion alors qu'il gagnait de la hauteur pour effectuer des reconnaissances; Martínez Nuñez lui rapporte que Guerrero a reçu une balle dans l'œil droit alors qu'il grimpait sur un toit pour repousser une attaque des forces fédérales; tandis qu'Enrique Flores Magón dit que Guerrero a reçu une balle dans le front alors qu'il expliquait les idéaux du PLM lors d'une assemblée des citadins.

## Héritage

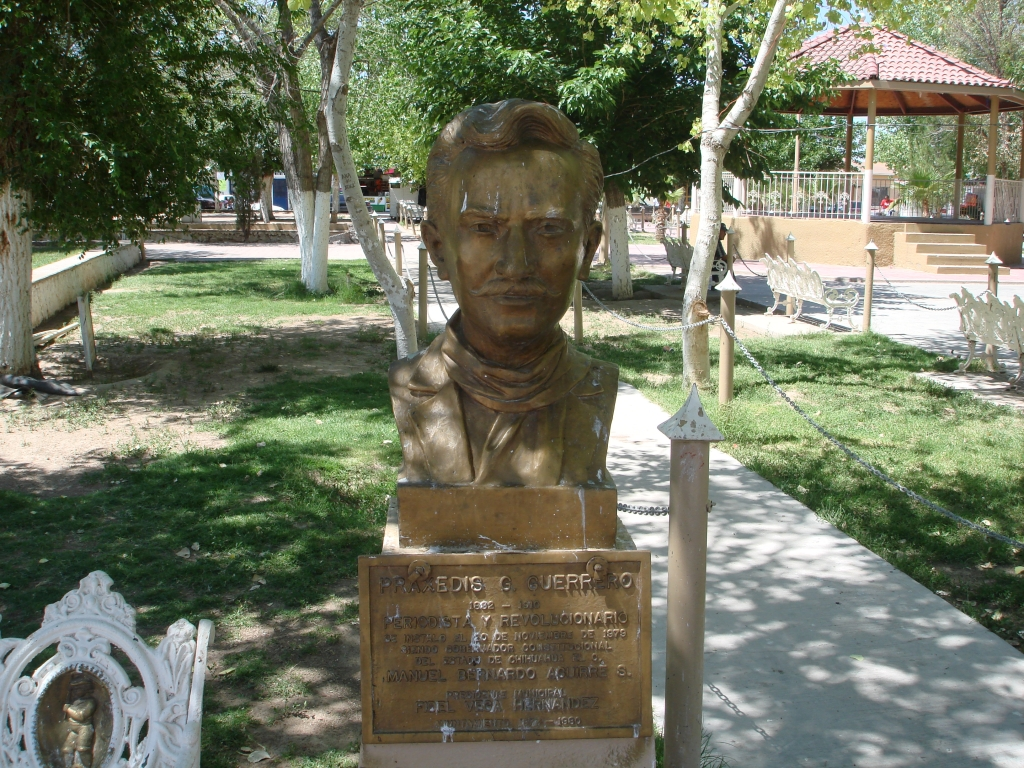
Buste de Guerrero dans la commune de Práxedis G. Guerrero (Chihuahua).

Au Chihuahua, une municipalité a reçu en 1933 le nom de Práxedis Gilberto Guerrero, sa capitale a également été nommée d'après le révolutionnaire ainsi qu'une école. Dans l'État de Durango, une colonie porte aussi son nom.
Práxedis Guerrero est resté une figure marquante pour les révolutionnaires mexicains, particulièrement les anarchistes. Ses œuvres ont été régulièrement rééditées au cours du XXe siècle.
Un groupe anarchiste insurrectionnaliste actif entre 2009 et 2014 portait son nom : les Cellules autonomes de révolution immédiate Práxedis G. Guerrero (Células Autónomas de Revolución Inmediata Práxedis G. Guerrero, CARI-PGG).